# Jörg Berger
Jörg Berger (* 13. Oktober 1944 in Gotenhafen; † 23. Juni 2010 in Duisburg) war ein deutscher Fußballspieler und Fußballtrainer.

## Karriere
Mit fünf Jahren schnürte Jörg Berger, der mit seiner Familie seit dem Ende des Zweiten Weltkriegs in Leipzig lebte, seine ersten Fußballschuhe und spielte in der Kindermannschaft von Motor Stötteritz, dem heutigen SSV Stötteritz. In den Jahren 1962 und 1963 gehörte er zum Kader der DDR-Juniorenauswahl, für die er vier Länderspiele bestritt. Von 1964 bis 1967 spielte Berger für den SC Leipzig und den 1. FC Lokomotive Leipzig in der DDR-Oberliga, der höchsten Spielklasse im DDR-Fußball. Er kam jedoch über die Rolle eines Ersatzspielers nicht hinaus und bestritt in vier Spielzeiten nur 16 Oberligaspiele. 1967 kam er in drei Länderspielen der DDR-U23-Nachwuchsnationalmannschaft zum Einsatz, in denen er zwei Treffer erzielte.
Wegen einer Muskelverletzung musste er seine Karriere als Oberligaspieler allerdings früh beenden. Er begann ein Studium an der DHfK Leipzig und anschließend eine Trainerlaufbahn. Bereits als 30-jähriger Coach gewann er mit der 2. Mannschaft des Halleschen FC den Bezirksmeistertitel in Halle und damit den Aufstieg in die zweitklassige Liga.
Berger war in der DDR ein angesehener Fußballtrainer, der irgendwann als Nachfolger von Georg Buschner die Nationalmannschaft übernehmen sollte. Berger nutzte jedoch als Trainer der Nachwuchs-Auswahlmannschaft der DDR 1979 ein Spiel in Jugoslawien, um in den Westen zu flüchten. Dort übernahm er 1979 als erste Mannschaft den SV Darmstadt 98 in der 2. Bundesliga als Cheftrainer. Da Berger zu diesem Zeitpunkt nicht über den notwendigen Trainerschein des Deutschen Fußball-Bunds verfügte, stellte ihm der Verband eine Sondergenehmigung aus. Als DDR-Flüchtling sah er sich Bedrohungen ausgesetzt, die von der Stasi im Westen organisiert wurden. So überlebte er als Trainer von KSV Hessen Kassel Mitte der 1980er Jahre offenbar einen Giftanschlag. Gewissheit über die Mordanschläge erhielt er aber erst nach der Wiedervereinigung Deutschlands 1990 bei Durchsicht seiner Stasiakten.
In der Frühphase seiner Trainerkarriere verpasste Berger 1984 und 1985 zweimal als Vierter der Zweiten Liga knapp den Aufstieg in die Bundesliga. Danach trainierte der Motivationskünstler Berger mehrere Bundesligavereine, die er oft vor dem Abstieg rettete, wodurch er sich den Spitznamen „Feuerwehrmann“ verdiente. Jedoch bekam er selten die Chance, eine Mannschaft über längere Zeit aufzubauen. Während der Weltmeisterschaft 1990 arbeitete er der deutschen Mannschaft zu, indem er in deren Auftrag andere Turnierspiele beobachtete. Seine Bestleistungen als Trainer erreichte er mit zwei dritten Plätzen in der Bundesliga, 1990 mit Eintracht Frankfurt und 1996 mit dem FC Schalke 04. Im Oktober 1996 wurde er bei Schalke entlassen und von Huub Stevens abgelöst. Er konnte deshalb den Schalker UEFA-Pokal-Gewinn in derselben Saison nicht mehr als Trainer feiern.
Nach kurzen Gastspielen 1997 beim FC Basel und 1998 beim Karlsruher SC rettete er 1999 als Trainer von Eintracht Frankfurt den Verein vor dem Abstieg in die 2. Bundesliga. Im Jahr 2000 übernahm Berger die Trainerposition beim türkischen Verein Bursaspor. Dort war ihm zufolge eine professionelle Arbeit jedoch nicht möglich: 19 Präsidenten sollen versucht haben, die Mannschaftsaufstellung zu beeinflussen. Als der schnelle sportliche Erfolg ausblieb, wurde Berger direkt und indirekt mit dem Tode bedroht und er entschied sich, das Land schnellstmöglich zu verlassen. Erst fünf Jahre später gewann er den Prozess um seine Abfindung.
Letzter großer Erfolg von Jörg Berger war der Einzug ins Finale um den DFB-Pokal mit dem Zweitligaverein Alemannia Aachen. Jedoch wurde Bergers Vertrag nach der Niederlage gegen den amtierenden Deutschen Meister Werder Bremen und bei gleichzeitigem Nichtaufstieg in die Bundesliga einvernehmlich zum 30. Juni 2004 aufgelöst.
Vom 17. November 2004 bis zum 14. August 2005 war er Cheftrainer von Hansa Rostock, stieg jedoch mit dem Verein am Ende der Bundesliga-Saison 2004/05 aus der Bundesliga ab und wurde in der folgenden Zweitligasaison nach einer 1:4-Niederlage gegen den TSV 1860 München bereits nach dem zweiten Spieltag entlassen.
Danach arbeitete er als Experte für den Fernsehsender Premiere, unter anderem für dessen Berichterstattung über die 2. Liga.
Am 6. März 2009 erschien seine Autobiografie Meine zwei Halbzeiten: Ein Leben in Ost und West, in der sein Leben in der DDR und die von seiner Übersiedlung in die Bundesrepublik 1979 bis 1990 reichende Verfolgung und Beobachtung durch die Staatssicherheit der DDR sowie sein Leben nach der Wende und seine Krebserkrankung dargestellt werden. Das Buch stieg bis auf Platz 8 der Spiegel-Bestsellerliste. Die erste Auflage war innerhalb von wenigen Tagen nach Erscheinen ausverkauft.
Am 19. Mai 2009 wurde er als neuer Trainer von Arminia Bielefeld vorgestellt. Berger trat die Nachfolge von Michael Frontzeck an, der am 17. Mai 2009 auf dem Relegationsplatz stehend beurlaubt wurde. Mit einem 2:2 am letzten Spieltag gegen Hannover 96 rutschte man auf einen direkten Abstiegsplatz. Berger verließ daraufhin den Verein nach nur einer Woche wieder. Durch die Anstellung in Bielefeld ist Jörg Berger, gemeinsam mit Otto Rehhagel und Felix Magath, der Trainer mit den meisten trainierten Vereinen in der Bundesliga (8 Vereine) und den meisten Stationen als Trainer in der Bundesliga (9 Stationen).
Anschließend betreute er die deutsche Autorennationalmannschaft, mit der er am 2. Mai 2010 in seinem letzten Spiel als Trainer Europameister wurde.

## Ehrungen
Seit dem 23. Januar 2013 ziert ein Abbild von Jörg Berger eine der zwölf „Säulen der Eintracht“ im U-Bahnhof Willy-Brandt-Platz in Frankfurt.

## Privates
Berger war zweimal verheiratet und ist Vater von drei Kindern, einem Sohn aus erster Ehe mit der ehemaligen Leistungsschwimmerin Harriet Blank und Zwillingstöchtern aus seiner zweiten Ehe.
2002 legte Berger als Trainer von Alemannia Aachen wegen einer Operation (Darmtumor) eine längere Pause ein. 2005 unterzog er sich erneut einer Operation (Lebermetastasen). Im November 2008 wurde wieder eine Chemotherapie begonnen. Am 23. Juni 2010 erlag Jörg Berger den Folgen seines langen Krebsleidens. Er wurde auf dem Friedhof des Duisburger Stadtteils Rahm beigesetzt. Berger hat längere Zeit in der Stadt gewohnt.

## Publikationen
- mit Regina Carstensen: Meine zwei Halbzeiten – ein Leben in Ost und West. Rowohlt, Reinbek 2009, ISBN 978-3-498-00654-9.